# Trận Kajmakčalan
Bản mẫu:Campaignbox Macedonian Front (World War I)
Trận Kajmakčalan là một trận đánh giữa Quân đội Serbia và Bulgaria trên Mặt trận Macedonia trong cuộc Chiến tranh thế giới lần thứ nhất.
Trận đánh diễn ra từ ngày 12 tháng 9 đến ngày 30 tháng 9 năm 1916, khi quân Serbia chiếm cứ cao điểm Prophet Ilia trong lúc đang đẩy quân Bulgaria về thị trấn Mariovo, nơi quân Bulgaria thành lập các hàng phòng ngự mới. Từ ngày 26 tháng 9 tới ngày 30 tháng 9 năm ấy, cao điểm đổi chủ vài lần cho tới khi quân Serbia chiếm hẳn Prophet Ilia vào ngày 30 tháng 9.
Hai bên đều hứng chịu thương vong cao trong trận chiến. Tổn thất của quân Serbia lên đến 1 vạn người chết và bị thương trong ngày 23 tháng 9. Mỗi Đại đội Bulgaria đều bị giảm xuống còn 90 lính và một Trung đoàn có 73 Sĩ quan và 3 nghìn lính bị loại ra khỏi vòng chiến.
Ở cấp độ chiến lược, trận này không phải là một thắng lợi lớn của phe Hiệp Ước do chẳng mấy chốc thì mùa đông đến khiến cho các hoạt động quân sự tiếp theo hầu như không thể tiến hành.
Ngày nay, trên cao điểm Prophet Ilia có một nhà thờ nhỏ chứa sọ của các tử sĩ Serbia, và nhà thờ này được xem là địa điểm văn hóa cũng như nơi thu hút du lịch.